# Jiddu Krishnamurti

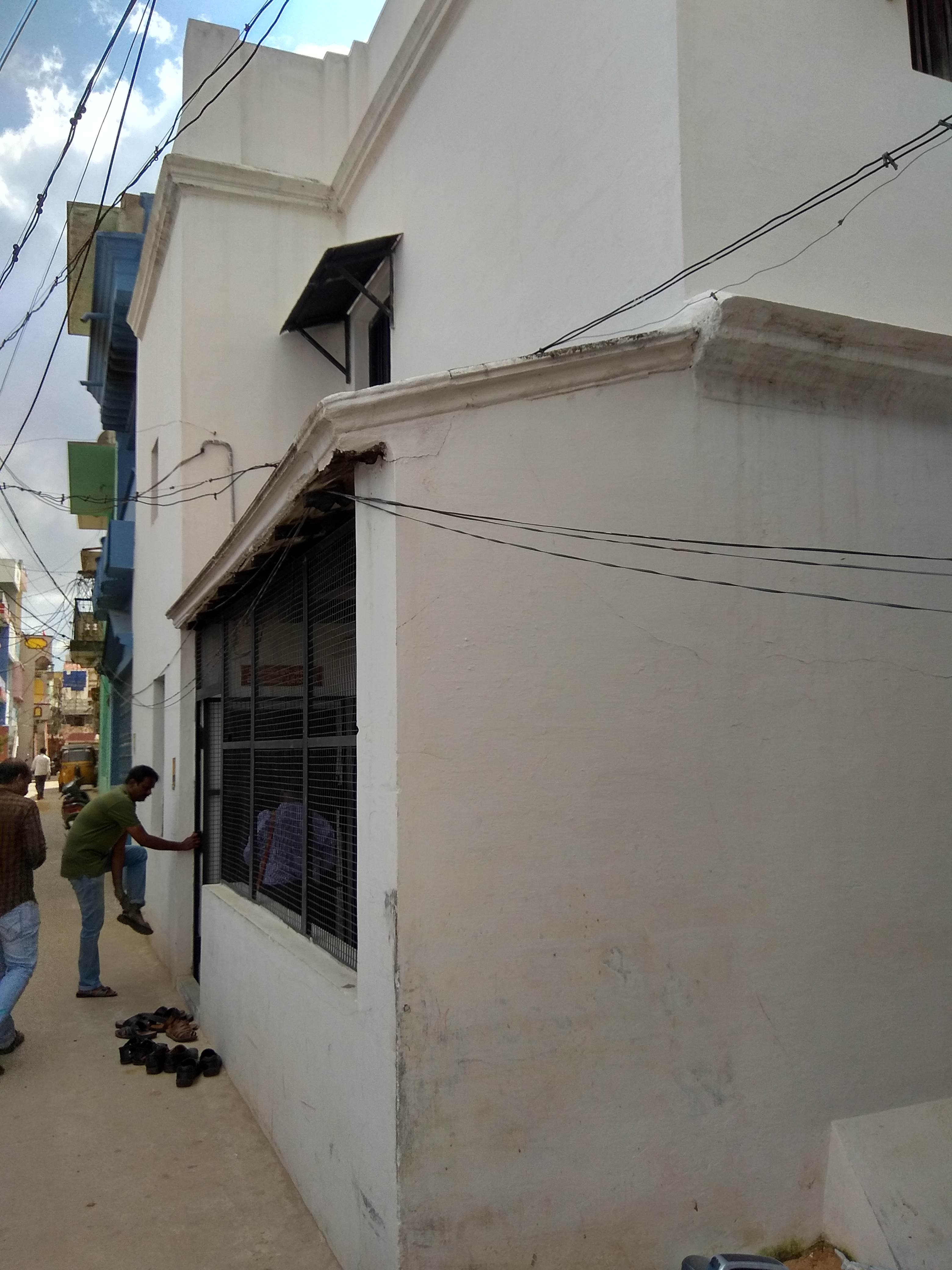
Het geboortehuis van Krishnamurti in Madanapalle.

Jiddu Krishnamurti (Madanapalle, 12 mei 1895 – Ojai (VS), 17 februari 1986) was een uit India afkomstige spiritueel leraar.

## Biografie
Krishnamurti werd in Zuid-India geboren als het achtste kind van Jiddu Naraniah, een Brahmaanse gouvernementsambtenaar van de Britse koloniale overheersing. Krishnamurti had een hechte band met zijn moeder Sanjeevamma, die in 1905 al op zijn tiende overleed. Zijn ouders hadden 11 kinderen, van wie er slechts zes de kindertijd overleefden.
In 1909 verhuisde het gezin naar Adyar (nabij Madras), waar zijn vader ging werken bij het hoofdkwartier van de Theosofische Vereniging. De vereniging stond toen onder leiding van Annie Besant en Charles Webster Leadbeater. Na kennismaking met de kinderen van Naraniah maakte de jonge Krishnaji zoveel indruk op hen, dat zij probeerden het voogdijschap over Krishnamurti en zijn broer Nitya te verwerven. Nog in hetzelfde jaar werden de beide kinderen toegewezen aan Annie Besant.
Op 11 januari 1911 werd door George Arundale een nieuwe beweging gesticht, die hij de Orde van de Rijzende Zon noemde, met het doel allen te verenigen die geloofden in de komst van een nieuwe geestelijk leider. Later dat jaar besloten Besant en Leadbeater de beweging een meer internationaal karakter te geven. Zij veranderden de naam in de Orde van de Ster in het Oosten en benoemden Krishnamurti tot leider van de orde. Zij zagen in hem een nieuwe wereldleraar en een incarnatie van de Maitreya Bodhisattva.
De ontdekking van Krishnamurti en de oprichting van de Orde van de Ster leidden tot een schisma in de Theosofische Vereniging: Rudolf Steiner vertrok in 1913, samen met de meeste Duitse loges, en creëerde zijn eigen Antroposofische Vereniging.
Van april tot september 1911 maakte Krishnamurti met zijn broer en Annie Besant een reis naar Engeland. Van februari 1912 tot december 1921 werden de broers naar Engeland en Frankrijk gezonden om hun opleiding te voltooien. In 1912 verhuisde hij met Besant en zijn broer naar Engeland, waar het de bedoeling was dat hij een hogere opleiding zou volgen. Krishnamurti slaagde echter niet voor een toelatingsexamen voor een universiteit in Engeland. Ter voorbereiding op zijn 'wereldleraarschap' bezocht Krishnamurti vanaf eind 1921 spirituele congressen. Rond deze tijd hield hij ook zijn eerste lezingen en bijeenkomsten.

### Sterkampen in Ommen

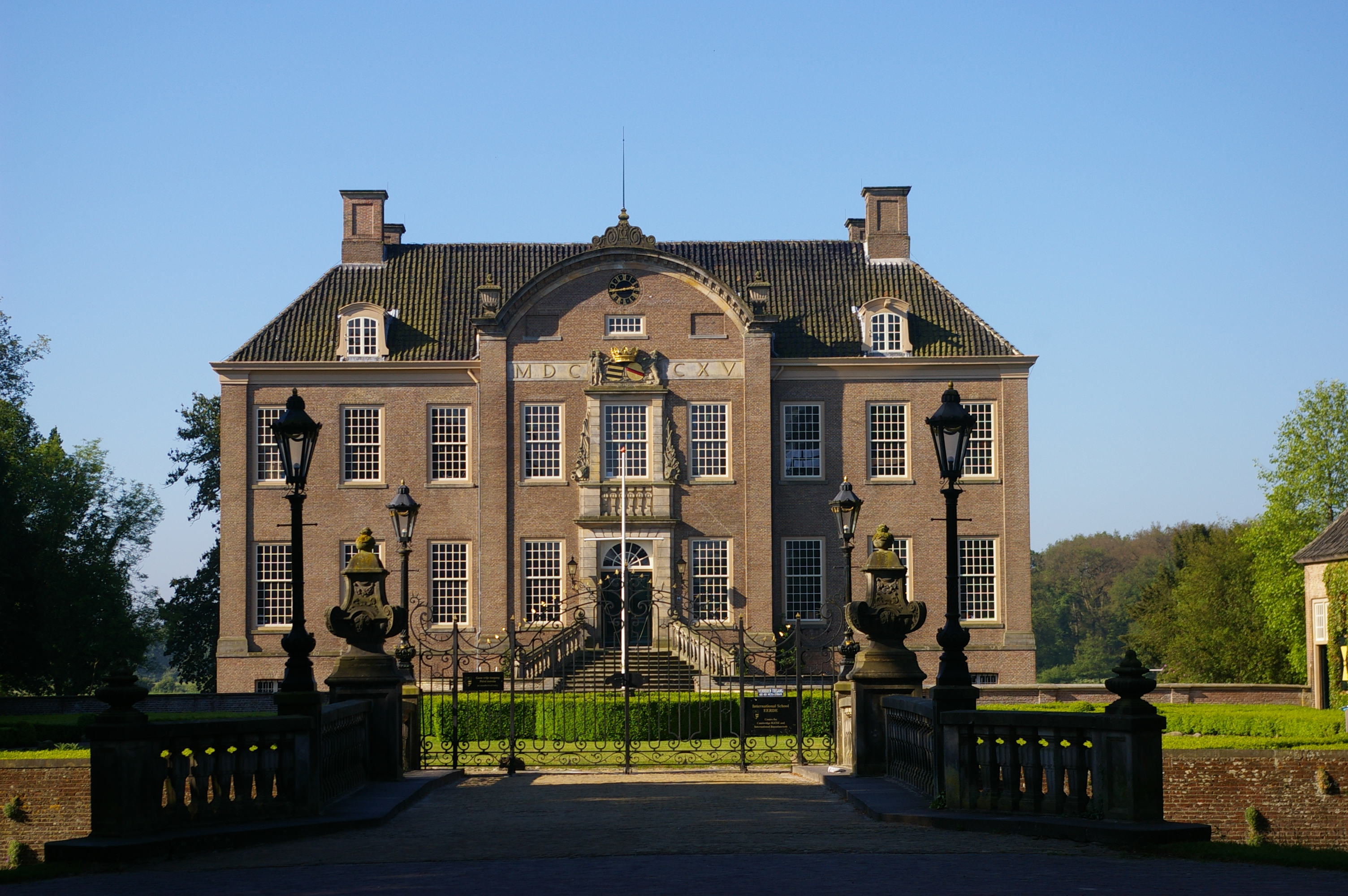
Kasteel Eerde

In 1922 kreeg Krishnamurti een stuk grond in bezit in Ojai (Californië). In 1924 kreeg de orde van baron Philip van Pallandt bij Ommen het Kasteel Eerde en een deel van het landgoed Eerde in bezit. In hetzelfde jaar werd hier het eerste zogeheten Ster Kamp gehouden.
Nadat op 13 november 1925 Krishnamurti’s broer Nitya was overleden, werd Desikacharya Rajagopal op 25 november 1925 benoemd tot algemeen secretaris en internationaal penningmeester van de Orde van de Ster in het Oosten.
Reeds in 1925 begon Krishnamurti zijn volgelingen duidelijk te maken dat hij die een ander volgt ophoudt de waarheid te volgen, waarmee hij stelselmatig afstand nam van zijn wereldleraarschap. Op 3 augustus 1929 ontbond hij te Ommen de Orde van de Ster in het Oosten, die op dat moment over de hele wereld zo‘n 40.000 leden telde. Krishnamurti brak formeel met de Theosofische Vereniging in 1930, en ging over de hele wereld lezingen houden om mensen ‘onvoorwaardelijk vrij te maken’ van organisaties en rituelen die het zoeken naar de waarheid belemmeren. Hij bleef overigens tot zijn dood contacten houden met de vooraanstaande leden van de Theosofische Vereniging. In Ommen was ook Greet Hofmans een trouwe volgeling van Krishnamurti geweest.
Van 1930 tot 1944 hield Krishnamurti zich bezig met lezingentournees en met het uitgeven van publicaties onder auspiciën van de "Star Publishing Trust" (SPT), die hij had opgericht met D. Rajagopal, een naaste medewerker en vriend van de Orde van de Ster.
Ojai was de uitvalsbasis voor de nieuwe onderneming, waar Krishnamurti, Rajagopal en Rosalind Williams (die in 1927 met Rajagopal was getrouwd) woonden in het huis dat bekend staat als Arya Vihara (wat betekent: Rijk van de Arya's, dat wil zeggen die nobele door gerechtigheid in het Sanskriet). De zakelijke en organisatorische aspecten van de SPT werden voornamelijk beheerd door Rajagopal, aangezien Krishnamurti zijn tijd wijdde aan spreken en meditatie. Het huwelijk van de Rajagopals was niet gelukkig, en de twee raakten fysiek van elkaar vervreemd na de geboorte van hun dochter Radha in 1931. In de relatieve afzondering van Arya Vihara verdiepte Krishnamurti's hechte vriendschap met Rosalind zich in een liefdesaffaire die pas in 1991 openbaar werd gemaakt. Volgens Radha Rajagopal Sloss begon de lange affaire tussen Krishnamurti en Rosalind in 1932 en duurde deze ongeveer vijfentwintig jaar.
Krishnamurti dronk geen alcohol en rookte niet, was vegetariër en vermeed koffie en thee, maar legde anderen geen gedragsregels op. Elke dag deed hij hathayoga-oefeningen en maakte hij wandelingen.
Hij reisde tot zijn dood op en neer tussen Amerika, India en Europa, waar zijn lezingen (o.a. in Londen en Amsterdam) altijd een groot gehoor vonden. Zijn laatste openbare toespraak was in Madras (nu Chennai), India, in januari 1986 – een maand voor zijn overlijden in Ojai. De onder zijn invloed opgerichte scholen te Brockwood Park (Verenigd Koninkrijk), Rishi Valley (India) en Ojai (VS) proberen zijn denkbeelden te verbreiden.
Krishnamurti overleed in 1986 te Ojai aan alvleesklierkanker. Na zijn overlijden werd hij op zijn eigen verzoek na acht uur in een harde kartonnen "kist" naar het crematorium gebracht, waar slechts enkele intimi afscheid namen.

## Grondgedachten
Krishnamurti's leer is gebaseerd op de mogelijkheid van volledige spirituele vrijheid, door aandachtige observatie van de eigen geest en zijn reacties, op het moment dat deze zich voordoen. Relaties met het taoïsme en het zenboeddhisme zijn herkenbaar. Centraal in zijn leer staat het gezegde: "De waarheid is een land zonder vooraf bepaalde paden. Geen methode, geen religie, geen leraar kan naar de waarheid leiden. Iedereen is verantwoordelijk voor zijn eigen pad."
Wat Krishnamurti ook zei, hij heeft er nooit een theorie van gemaakt. Want alleen wat iemand zelf ziet, is echt inzicht, niet wat men in boeken leest. Dat geldt ook voor zijn boeken. Hij probeerde te voorkomen dat er een nieuwe ideologie uit voortkwam. Volgens hem zouden zijn uitspraken juist mensen moeten aanmoedigen om achter de waarheid van ons leven en van het leven als geheel te komen. Hij behandelde thema's als het denken, het ego, geweldloosheid, de dood, nationalisme.
Krishnamurti zei dat alle menselijke conflicten alleen het resultaat zijn van de innerlijke staat van die mensen. Het eerste waar men aan moet denken is niet sociale actie of een politieke omwenteling, maar een innerlijke transformatie.

## Publicaties

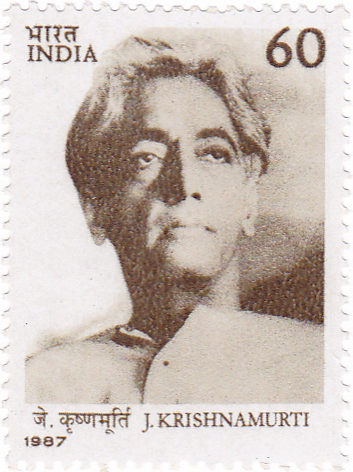
Postzegel uit 1987.

In december 1910 verscheen Krishnamurti's eerste boek Aan des Meesters voeten onder het pseudoniem Alcyone.
Voor 1926 werden Engelstalige publicaties van Krishnamurti uitgebracht door The Theosophist Office, The Order of the Star in the East en The Theosophical Publishing House, in Adyar India en George Allen & Unwin Ltd in Londen.
Om Krishnamurti’s publicaties meer voor het voetlicht te brengen werd in 1926 in Nederland de uitgeverij Star Publishing Trust opgericht. Namens de uitgeverij verzorgde Rajagopal in Kasteel Eerde de Engelstalige publicaties van de toespraken, discussies en gedichten van Krishnamurti.
Voor 1929 verschenen de Nederlandse publicaties van de Orde van de Ster in het Oosten (Nederlandse Afdeling), bij J.F. Duwaer in Amsterdam, W.L. & J. Brusse in Rotterdam, en de Uitgevers Trust Jamur Dvipa in Bandung op Java. Vanaf eind 1929 verschenen ze bij de Star Publishing Trust, Agentschap voor Nederland, achtereenvolgens te Scheveningen, Den Dolder (Bosch & Duin) en ‘s-Graveland, later in laatstgenoemde plaats overgenomen door uitgeverij De Driehoek.
De Engelstalige uitgaven verhuisden eind 1931 naar Hollywood USA, nog steeds onder de naam Star Publishing Trust. In 1945 werd de naam van de uitgeverij gewijzigd in Krishnamurti Writings Incorporated, Ojai, Californië.
In 1968 verbrak Krishnamurti na ernstige conflicten met Rajagopal alle banden met Krishnamurti Writings Inc.; pas in mei 1974 kwam na een zes jaar lang slepende zaak een rechterlijke uitspraak, waarin Rajagopal in een nieuwe organisatie —K & R Foundation— de auteursrechten zou behouden over de voor 1 juli 1968 verschenen publicaties van Krishnamurti.
In augustus 1968 bracht Krishnamurti de auteursrechten onder bij de Krishnamurti Foundation te Londen. De voornaamste uitgevers voor de Engelstalige publicaties werden toen Victor Gollancz Ltd. (Londen), Harper & Row (New York), Orient Longman Ltd. (New Delhi), Servire (Wassenaar), de Krishnamurti Foundation India en Chetana Publishers (Bombay).
Naast de sedert 1969 verschenen heruitgaven bij Chetana is de Krishnamurti Foundation of America en de Uitgeverij Kendall-Hunt bezig aan een 17-delige uitgave van toespraken en discussies over de periode 1933–1967. Deze toespraken en discussies verschenen vroeger in een beperkte oplage en kwamen niet in de boekhandel. In 1991 verschenen acht delen, de overige kwamen uit in 1992.
Nederlandstalige uitgaven werden na 1945 eveneens verzorgd door de uitgeverijen Boucher en Servire. Tegenwoordig zijn het de uitgeverijen Ankh-Hermes, Altamira, Mirananda (thans Uitgeverij Synthese) en BBNC uitgevers, die boeken van en over Krishnamurti uitbrengen.
Tijdens zijn verdere leven heeft Krishnamurti over de hele wereld vele lezingen gegeven en boeken geschreven over spiritualiteit, waarbij hij bij geen enkel bestaande stroming wenste te worden ingedeeld. Vele van zijn lezingen zijn naast druk, tevens in audio of video verspreid.

## Kritiek
Naast volgelingen en bewonderaars had J. Krishnamurti ook heel zijn leven critici, zoals o.a. de Indische filosoof Uppaluri Gopala Krishnamurti. Deze kwam na jarenlang contact met hem en onderzoek van zijn leer tot de conclusie dat er niets achter de abstracte concepten zat die J. Krishnamurti in toespraken en discussies gebruikte. Anderen noemden hem een rijke escapist die weinig oog had voor politieke problemen zoals kolonialisme, vrouwenemancipatie, sociale emancipatie in het algemeen of voor de armoede in India.

## Biografieën
- Mary Lutyens: Krishnamurti - Jeugd en bewustwording, Ankh Hermes, Deventer 1976
- Mary Lutyens: Krishnamurti - Jaren van vervulling, Ankh Hermes, Deventer 1983
- Mary Lutyens: Krishnamurti - Weg zonder einde, Ankh Hermes, Deventer 1991
- Pupul Jayakar: Krishnamurti, een biografie, Altamira, Hillegom 1988

Nederlandstalige websites
- biografie
- Stichting Krishnamurti Nederland
- Krishnamurti Comité België
- Krishnamurti.eu - Zowel in het Nederlands als in het Engels
- De aanwezigheid van Krishnamurti in de periode 1924-1938 in Ommen

Engelstalige websites
- Krishnamurti and the world crisis
- Beyond the mind: a new website discussing the central themes of his talks

- Bibsys: 90075641
- Biblioteca Nacional de España: XX937017
- Bibliothèque nationale de France: cb119101110 (data)
- Catàleg d'autoritats de noms i títols de Catalunya: 981058512899506706
- CiNii: DA00503056
- Gemeinsame Normdatei: 118566873
- International Standard Name Identifier: 0000 0001 2146 3264
- Library of Congress Control Number: n79072898
- Nationale Bibliotheek van Letland: 000043862
- MusicBrainz: a4d51195-b322-4a14-950d-2b08b727f012
- Bibliotheek van het Japanse parlement: 00446360
- Nationale Bibliotheek van Tsjechië: jn19981001685
- Nationale bibliotheek van Australië: 36751696
- Nationale Bibliotheek van Israël: 987007264089305171
- Nationale Bibliotheek van Polen: a0000001180363
- Nationale en Universitaire bibliotheek Zagreb: 000092367
- Nederlandse Thesaurus van Auteursnamen: 068416334
- Réseau des bibliothèques de Suisse occidentale: 02-A000100141
- Istituto Centrale per il Catalogo Unico: CFIV072701
- LIBRIS: 68609
- SNAC: w6cf9s2j
- Système universitaire de documentation: 026954125
- Trove: 1441314
- Virtual International Authority File: 105950421
- WorldCat: E39PBJpjbytHXfmXmJxWDrdmh3